# ユーリイ・コンドラチュク
ユーリイ・ヴァシリエヴィチ・コンドラチュク（ロシア語: Юрий Васильевич Кондратюк、ウクライナ語: Юрій Васильович Кондратюк、1897年6月21日 - 1942年2月）は、ウクライナとソビエト連邦の技術者、数学者である。
月軌道ランデブーは1919年にコンドラチュクによって最も効率的な有人月着陸の方法として提案された。
本名はアレクサンドル・イグナチエビッチ・シャルゲイ（ロシア語: Алекса́ндр Игна́тьевич Шарге́й、ウクライナ語: Олександр Гнатович Шаргей）。